# 3%
|  | Aquest article tracta sobre una sèrie de televisió. Si cerqueu el cas de corrupció, vegeu «Cas del 3%». |

3% és una sèrie distòpica brasilera de suspens i ciència-ficció, creada per Pedro Aguilera. És la primera serie original de Netflix a Brasil, i la seva segona producció en un idioma diferent de l'anglès. 3% neix a partir del primer episodi pilot independent d'una antiga web serie del mateix creador, que rebia el mateix nom. La sèrie la protagonitzen Bianca Comparato i João Miguel.

## Argument
3% es desenvolupa en un futur distòpic en el qual el món ha quedat dividit en dues societats dràsticament diferenciades. Una de les parts, que la constitueix la majoria de la societat, es caracteritza per la pobresa, la misèria i la devastació, mentre que l'altra, coneguda com a Mar Alt - també com a L'altre Costat - és caracteritzada pel progrés, la tecnologia, l'elit i la riquesa. Cada any, només els habitants de 20 anys tindran l'oportunitat de passar a Mar Alt, superant un seguit de proves límit d'aptituds, en un procediment de selecció conegut com “El Procés”. Només el 3% dels candidats ho aconseguiran.

## Producció
La sèrie fou creada Per Pedro Aguilera i dirigida per César Charlone, acompanyat de Diana Giannescchini, Jotagá Crema i Dani Libardi. Charlone també n'és el productor, juntament amb Thiago Mello. La sèrie fou rodada a 4K i la protagonitza Bianca Comparto i João Miguel.
El 25 de novembre de 2016, Netflix va llençar la primera temporada arreu del món, constituïda de 8 capítols. El desembre de 2016, Netflix va anunciar la renovació de la sèrie, llençant així la segona temporada el 27 d'abril de 2018, aquesta de 10 episodis. La tercera temporada, el 7 de juny de 2019, va tornar a ser de 8 episodis. El 28 d'agost de 2019, Netflix va anunciar que renovaria la sèrie per una quarta i última temporada.

## Episodis
3% consta de tres temporades completes amb un total de 26 episodis i una quarta i darrera temporada en producció.
| Nº de temporada | Nº de temporada | Nº d'episodis | Emissió original | Emissió original       |
| Nº de temporada | Nº de temporada | Nº d'episodis | Any              | Data d'estrena         |
| --------------- | --------------- | ------------- | ---------------- | ---------------------- |
|                 | 1               | 8             | 2016             | 25 de novembre de 2016 |
|                 | 2               | 10            | 2018             | 27 d'abril de 2018     |
|                 | 3               | 8             | 2019             | 7 de juny de 2019      |

## Repartiment

### Personatges principals
| Actors           | Personatges                             |
| ---------------- | --------------------------------------- |
| Bianca Comparato | Michele (Temporada 1 - present)         |
| João Miguel      | Ezequiel (Temporada 1 - 2)              |
| Mel Fronckowiak  | Julia (Temporada 1 - 2)                 |
| Michel Gomes     | Fernando (Temporada 1 - 2)              |
| Vaneza Oliveira  | Joana (Temporada 1 - present)           |
| Viviane Porto    | Aline (Temporada 1 - 2)                 |
| Rodolfo Valente  | Rafael / Thiago (Temporada 1 - present) |
| Rafael Lozano    | Marco (Temporada 1 - present)           |
| Samuel de Assis  | Silas (Temporada 2)                     |
| Cynthia Senek    | Glória (Temporada 2 - present)          |
| Laila Garin      | Marcela (Temporada 2 - present)         |
| Bruno Fagundes   | Elisa (Temporada 2 - 3)                 |
| Thais Lago       | Elisa (Temporada 2 - 3)                 |
| Amanda Magalhães | Natália (Temporada 2 - 3)               |
| Léo Belmonte     | Arthur Moreira (Temporada 3)            |
| Fernando Rubro   | Xavier (Temporada 3)                    |

### Personatges secundaris
| Actors                | Personatges                    |
| --------------------- | ------------------------------ |
| Sérgio Mamberti       | Matheus (temporada 1)          |
| Zezé Motta            | Nair (temporada 1,2)           |
| Celso Frateschi       | El Vell (temporada 1,2)        |
| Luciana Paes          | Cássia (temporada 1,2)         |
| Luana Tanaka          | Ágata (temporada 1)            |
| Rita Batata           | Denise (temporada 1)           |
| Clarissa Kiste        | Luciana (temporada 1)          |
| Fernanda Vasconcellos | Laís (temporada 2)             |
| Maria Flor            | Samira (temporada 2)           |
| Sivlio Guindane       | Silvio (temporada 2)           |
| Marina Matheus        | Ariel (temporada 2)            |
| Amanda Magalhaes      | Natalia (temporada 2)          |
| Fernanda Vasconcellos | Laís (temporada 3)             |
| Maria Flor            | Samira (temporada 3)           |
| Silvio Guindane       | Vítor (temporada 3)            |
| Marina Matheus        | Ariel (temporada 3)            |
| Guilherme Zanella     | Tadeu (temporada 3)            |
| Kaique de Jesus       | Ricardo (temporada 3)          |
| Rafael Losso          | Otávio Bernardes (temporada 3) |
| Ney Matogrosso        | Leonardo (temporada 3)         |